# رافائل واهانیان
رافائل آرتیومی واهانیان ((به ارمنی: Ռաֆայել Արտյոմի Վահանյան)؛ زاده ۱۵ اکتبر ۱۹۵۱) استادبزرگ شطرنج اهل ارمنستان است که به خاطر سبک بازی سریع تاکتیکی خویش شناخته می‌شود.

## زندگی‌نامه
واهانیان در ۱۵ اکتبر ۱۹۵۱ در ایروان به دنیا آمد. وی در سال ۱۹۷۱ در سن ۱۹ سالگی به عنوان استادبزرگ شطرنج دست یافت. در همان سال به مقامی چهارمی مسابقات شطرنج قهرمانی جوانان جهان دست یافت. در سال ۱۹۸۹ در سن ۳۸ سالگی در ۵۶مین قهرمانی اتحاد شوروی در ادسا برنده شد. دو مرتبه در مسابقات قهرمانی جهان در سال ۱۹۸۶ با باخت مقابل آندره سوکولوف و در سال ۱۹۸۸ با باخت مقابل Lajos Portisch به مقام دومی دست یافت. همچنین در طول سال‌ها در مسابقات تیمی در ترکیب تیم اتحاد شوروی و سپس تیم ارمنستان در مسابقات المپیاد شطرنج و مسابقات شطرنج قهرمانی اروپا مدال‌های بسیاری را کسب نموده‌است.

## بازی‌های برجسته شطرنج
- Vaganian vs Kupreichik از قهرمانی اتحاد شوروی در لنینگراد ۱۹۷۴
- Vaganian vs Forintos از مسکو ۱۹۷۵
- Vaganian vs Adams از مسابقه دوستان ارمنستان در مقابل بقیه دنیا ۲۰۰۴
- Lautier vs Vaganian از مسکو آئرفلوت ۲۰۰۴

| به‌دلیل برخی مشکلات فنی، نمودارها موقتاً قابل مشاهده نیستند. اطلاعات بیشتر پیرامون این مشکل در فابریکاتور و وبگاه مدیاویکی در دسترس است. | |
| | به‌دلیل برخی مشکلات فنی، نمودارها موقتاً قابل مشاهده نیستند. اطلاعات بیشتر پیرامون این مشکل در فابریکاتور و وبگاه مدیاویکی در دسترس است. |